# Četiri tetrarha
Četiri tetrarha ili Carigradski tetrarsi kip je koji prikazuje četiri rimska cara od porfira datirana oko 300. godine. U srednjem vijeku kip je ukraden iz Konstantinopolisa i postavljen na fasadu Bazilike sv. Marka u Veneciji. Izvorno je bio dio ukrasa Philadelphiona u Konstantinopolisu.

## Opis
Rimsko Carstvo je u razdoblju nakon 293. vodila skupina od četiri vladara, tzv. tetrarha, koje je uspostavio car Dioklecijan. Tetrarhiju su činila dva starija cara (augustus) i dva mlađa (caesar). Carstvo je bilo podijeljeno na istočni i zapadni dio i nad svakim je dijelom vladao jedan stariji i jedan mlađi tetrarh. Nakon što se Dioklecjian povukao s vlasti 305., došlo je do sukoba među tetrarsima i cijeli se sustav vlasti urušio i prestao postojati do 313. godine.
Prikaz četiriju tetrarha imao je primarnu ulogu simbolizirati samu ideju tetrarhije više nego vjerno prikazati izgled samih vladara. Svaki tetrarh jednako izgleda bez ikakvih individualnih karakteristika osim što dvoje likova, vjerojatno starijih Augusti imaju bradu, dok dvoje likova bez brade predstavljaju mlađe vladare. Skupina je podijeljena u parove u zagrljaju, koji spaja jednog augusta i jednog caesara zajedno, tako da ukupni efekt daje dojam jedinstva i stabilnosti. Izbor materijala, vrlo čvrstog porfira uvezenog iz Egipta, simbolizira trajnost sličnu egipatskim figurama ili ranim kuros figurama. Porfir je bio rijedak materijal i koristio se samo za prikaze careva.

## Stil
Figure su prikazane poput kamenih blokova vrlo različito od realističnog ili idealističkog prikaza likova u ranijim razdobljima. Likovi su kruti, čvrsti, a njihovo svečano ruho je stilizirano. Lica su im gotovo jednaka pogleda izgubljena u daljinu, gotovo kao u transu. U usporedbi s nešto kasnijim reljefima na Konstantinovom slavoluku u Rimu, Ernst Kitzinger zapaža jednake "zdepaste proporcije, površine odvojene kutovima, uređenje kompozicije putem simetrije i ponavljanja i prikaz likova i draperije putem urezivanja umjesto modeliranja". Navodeći druge primjere, objašnjava da je: "oznaka ovog stila gdjegod se pojavio tvrdoća osjećaja, težina i omeđenost površina kutevima – ukratko, gotovo potpuno odbacivanje klasične tradicije".
Pitanje interpretacije ovog stila koji izgleda kao propadanje i stila i izvedbe u kasnoantičkoj umjetnosti izazvalo je mnoge rasprave. Čimbenici koji su su uzeti u obzir su prekid prijenosa umjetničkog umijeća zbog političkih i gospodarskih potresa za vrijeme Krize 3. stoljeća, utjecaj istočnih i drugih preklasičnih regionalnih stilova iz susjednih zemalja (ovo viđenje zastupa Josef Strzygowski (1862. – 1941.), danas uglavnom prevaziđeno), pojava jednostavnijeg "popularnog" ili "italskog" stila tipičnog za manje bogate građane, aktivno ideološko odbacivanje klasičnog stila i onog što on predstavlja i namjerni izbor jednostavnog svjetonazora i korištenje mogućnosti ekspresije jednostavnog stila. Jedan od faktora koji se ne mogu uzeti u obzir, kako zbog starosti tako i zbog porijekla ovog reljefa, jest davanje službene podrške kršćanstvu, pošto je kip stariji od toga. Ova promjena u umjetničkom stilu vodi ka karakterističnom umjetničkom stilu srednjega vijeka.

## Povijest
Kip je vjerojatno izvorno ukrašavao stupove trijema Philadelphiona u Konstantinopolisu. Ukrali su ga Mlečani tijekom pljačke grada za vrijeme Četvrtiog križarskog rata 1204. i odnijeli u Veneciju. Arheolozi su 1960-ih došli do značajnog pronalaska petnog dijela izgubljenog stopala u blizini džamije u Bodrumu. Ovaj se dio danas nalazi u Arheološkom muzeju u Istanbulu.
Drukčija se priča može naći u djelu Putovanja Marca Pola, njegove autobiografije koju je prenio na papir Rustichello da Pisa oko 1300. Priča se mora uzeti s velikim oprezom, pošto je izvor daleko od pouzdanosti u suvremenom smislu, ali je vrijedi spomenuti:
"Spor nastao u gradu Akri 1255. i prerastao je u rat koji je trajao godinama i osjetio se diljem Sirije. Počeo je kao nesuglasica oko vrlo stare crkve sv. Save, smještene na zajedničkoj međi između venecijanskog i genovskog imanja u Akri i rasplamsao se zbog drugih nesretnih okolnosti. Akra je teško patila. Venecija je tada uglavnom imala inicijativu i pobijedila Genovu na kopnu i moru, te je potpuno otjerala iz Akre. Četiri drevne statue od porfira trijumfalno su prenesene iz crkve sv. Save u Veneciju i dan danas stoje na vanjskom uglu sv. Marka, prema Duždevoj palači."

## Vanjske poveznice
- Rekonstrukcija Philadelphiona, mjesta na kojem se nalazio kip, pristupljeno 15. prosinca 2015.